# Формула-1 — Гран-прі Швеції 1974
Гран-прі Швеції 1974 року — сьомий етап чемпіонату світу 1974 року з автоперегонів у класі Формула-1, що відбувся 9 червня на трасі Андерсторп. Завершився першою перемогою Джоді Шектера.

## Перегони
|      | Пілот               | Команда           | Кіл | Час               | Старт | Очок |
| ---- | ------------------- | ----------------- | --- | ----------------- | ----- | ---- |
| 1    | Джоді Шектер        | Тіррелл-Форд      | 80  | 1:58:31.391       | 2     | 9    |
| 2    | Патрік Депайє       | Тіррелл-Форд      | 80  | +0.380            | 1     | 6    |
| 3    | Джеймс Хант         | Хескет-Форд       | 80  | +3.325            | 6     | 4    |
| 4    | Емерсон Фіттіпальді | Макларен-Форд     | 80  | +53.507           | 9     | 3    |
| 5    | Жан-П'єр Жар'є      | Шедоу-Форд        | 80  | + 1:16.403        | 8     | 2    |
| 6    | Ґрем Хілл           | Лола-Форд         | 79  | +1 коло           | 15    | 1    |
| 7    | Гай Едвардс         | Лола-Форд         | 79  | +1 коло           | 18    |      |
| 8    | Том Белсо           | Ісо Мальборо-Форд | 79  | +1 коло           | 21    |      |
| 9    | Ріккі фон Опель     | Бребгем-Форд      | 79  | +1 коло           | 20    |      |
| 10   | Вітторіо Брамбілла  | Марч-Форд         | 78  | двигун            | 17    |      |
| 11   | Джон Ватсон         | Бребгем-Форд      | 77  | +3 кола           | 14    |      |
| Схід | Верн Шуппан         | Енсайн-Форд       | 77  | дискваліфікований | 26    |      |
| Схід | Нікі Лауда          | Феррарі           | 70  | коробка передач   | 3     |      |
| Схід | Рейне Віссель       | Марч-Форд         | 59  | підвіска          | 16    |      |
| Схід | Денні Хальм         | Макларен-Форд     | 56  | підвіска          | 12    |      |
| Схід | Йохен Масс          | Сертіс-Форд       | 53  | підвіска          | 22    |      |
| Схід | Карлос Ройтеманн    | Бребгем-Форд      | 30  | витік масла       | 10    |      |
| Схід | Жакі Ікс            | Лотус-Форд        | 27  | двигун            | 7     |      |
| Схід | Клей Реґаццоні      | Феррарі           | 24  | коробка передач   | 4     |      |
| Схід | Жозе Карлус Пачі    | Сертіс-Форд       | 15  | керування         | 24    |      |
| Схід | Ронні Петерсон      | Лотус-Форд        | 8   | напіввісь         | 5     |      |
| Схід | Лео Кіннунен        | Сертіс-Форд       | 8   | двигун            | 25    |      |
| Схід | Майк Хейлвуд        | Макларен-Форд     | 5   | витік палива      | 11    |      |
| Схід | Жан-П'єр Бельтуаз   | БРМ               | 3   | двигун            | 13    |      |
| Схід | Бертіль Рос         | Шедоу-Форд        | 2   | коробка передач   | 23    |      |
| Схід | Анрі Пескароло      | БРМ               | 0   | пожежа            | 19    |      |
| НС   | Річард Робартс      | Ісо Мальборо-Форд |     | зчеплення         |       |      |

## Положення в чемпіонаті після Гран-прі
| Поз | Пілот               | Очки |
| --- | ------------------- | ---- |
| 1   | Емерсон Фіттіпальді | 27   |
| 2   | Клей Реґаццоні      | 22   |
| 3   | Нікі Лауда          | 21   |
| 4   | Джоді Шектер        | 21   |
| 5   | Денні Хальм         | 11   |

| Поз | Конструктор   | Очки |
| --- | ------------- | ---- |
| 1   | Макларен-Форд | 40   |
| 2   | Феррарі       | 30   |
| 3   | Тіррелл-Форд  | 25   |
| 4   | Лотус-Форд    | 13   |
| 5   | Бребгем-Форд  | 10   |

- Примітка: Тільки 5 позицій включені в обидві таблиці.